# Campionati oceaniani di ciclismo su strada - Cronometro femminile junior
La Cronometro femminile junior è una delle prove disputate durante i campionati oceaniani di ciclismo su strada. Viene corsa regolarmente dalla fondazione nel 2005, con la sola eccezione del biennio 2020-21, quando venne annullata a causa della pandemia da COVID-19.

## Albo d'oro
Aggiornato all'edizione 2023.
| Anno      | Vincitore                                        | Secondo                                          | Terzo                                            |
| --------- | ------------------------------------------------ | ------------------------------------------------ | ------------------------------------------------ |
| 2005      | Rachel Mercer                                    | Aimee Fowler                                     | Phillipa Swain                                   |
| 2007      | Josephine Tomic                                  | Rachel Mercer                                    | Lauren Kitchen                                   |
| 2008      | Emma Petersen                                    | Cathy Jordan                                     | Gemma Dudley                                     |
| 2009      | Alexandra Carle                                  | Kendelle Hodges                                  | Jacqui Carle                                     |
| 2010      | Georgia Williams                                 |                                                  |                                                  |
| 2011      | Jessica Allen                                    | Allison Rice                                     | Georgia Williams                                 |
| 2012      | Allison Rice                                     | Emily Herfoss                                    | Georgia Baker                                    |
| 2013      | Emily McRedmond                                  | Alexandra Manly                                  | Lucy Kirk                                        |
| 2014      | Alexandra Manly                                  | Madison Farrant                                  | Amanda Jamieson                                  |
| 2015      | Anna-Leeza Hull                                  | Ashleigh Hocking                                 | Kristina Clonan                                  |
| 2016      | Mikayla Harvey                                   | Chloe Moran                                      | Jaime Gunning                                    |
| 2017      | Maeve Plouffe                                    | Libby Arbuckle                                   | Madeleine Fasnacht                               |
| 2018      | Anya Louw                                        | Phoebe Young                                     | Sarah Gigante                                    |
| 2019      | Francesca Sewell                                 | Catelyn Turner                                   | Henrietta Christie                               |
| 2020-2021 | non disputata a causa della pandemia di COVID-19 | non disputata a causa della pandemia di COVID-19 | non disputata a causa della pandemia di COVID-19 |
| 2022      | Isabelle Carnes                                  | Sophie Marr                                      | Bronte Stewart                                   |
| 2023      | Felicity Wilson-Haffenden                        | Mackenzie Coupland                               | Keira Will                                       |

## Medagliere
| Pos.   | Nazione       | Oro | Argento | Bronzo |    |
| ------ | ------------- | --- | ------- | ------ | -- |
| 1      | Australia     | 12  | 9       | 10     | 31 |
| 2      | Nuova Zelanda | 4   | 6       | 5      | 15 |
| Totale | Totale        | 16  | 15      | 15     | 46 |